# 源氏の人物一覧
源氏の人物一覧（げんじのじんぶついちらん）

## 宇多源氏
- 源雅信
- 源成頼
- 源経頼
- 源章経
- 佐々木経方
- 佐々木爲俊
- 佐々木秀義

## 嵯峨源氏
- 安法
- 源明
- 源宛(箕田宛)
- 源生
- 源至
- 源興
- 源清
- 源潔姫
- 源精
- 源是茂
- 源定
- 源鎮
- 源順
- 源俊
- 源弼
- 源扶
- 源湛
- 源建
- 源保
- 源仕
- 源包
- 源勤
- 源圓(蒲池圓)
- 源融
- 源常
- 源唱
- 源舒
- 源昇
- 源等
- 源啓
- 源寛
- 源弘
- 源信
- 源勝
- 源護
- 源希
- 源満末
- 源安
- 源善
- 源悦

### 渡辺氏
- 渡辺通
- 渡辺綱
- 渡辺競
- 渡辺清
- 渡辺了
- 渡辺糺
- 渡邊昇
- 渡辺長
- 渡辺守

松浦氏
- 松浦久
- 松浦直

蒲池氏
- 蒲池久直
- 蒲池武久

## 仁明源氏
- 源敦

## 文徳源氏
- 桓舜
- 源兼資
- 源兼宣
- 源惟正
- 源季実
- 源相職
- 源厳子
- 源当純
- 源当時
- 源当元
- 源光清
- 源行有
- 源能有

## 清和源氏
- 源経基
- 源満仲
- 源貴男

源満仲の兄弟
- 源満政
- 源満季
- 源満実
- 源満快
- 源満生
- 源満重
- 源満頼

### 摂津源氏
- 源頼光
- 源頼国
- 源頼綱
- 源仲政
- 源頼政
- 太田道灌

源頼光の兄弟
- 源頼平
- 源頼範
- 源賢

源頼綱の兄弟
- 源国房

源頼政の兄弟
- 源頼行

源頼政流
- 源仲綱
- 源兼綱
- 源広綱
- 源宗綱
- 源有綱
- 源頼茂
- 源頼兼
- 源頼貞
- 源政国
- 源政義
- 源氏兼

多田源氏
- 源明国
- 源行国
- 源頼盛
- 源頼憲
- 源行綱
- 源高頼
- 源定綱
- 源光綱
- 源重綱
- 源宗重
- 源長重

源国房流
- 源光国
- 源光信
- 土岐光衡
- 土岐頼遠
- 土岐頼康
- 土岐康行
- 土岐頼芸
- 明智光秀
- 馬場信春

### 大和源氏
- 源頼親
- 源頼俊
- 源親治
- 源有光
- 石川光家

### 河内源氏
- 源頼信
- 源頼義
- 源義家
- 源義忠
- 源為義
- 源義朝
- 源頼朝
- 源頼家
- 源実朝

源義仲の兄弟
- 源義仲
- 源仲家

源頼義の兄弟
- 源頼清
- 源頼季

源義家の兄弟
- 源義綱
- 源義光

源義忠の兄弟
- 源義宗
- 源義親
- 源義国
- 源義時
- 源義隆

源為義の兄弟
- 源義信
- 源義俊
- 源義泰
- 源義行
- (河内経国)
- (源義高)
- (飯富忠宗)
- (源義清)
- (源義雄)

源義朝の兄弟
- 源義賢
- 源義憲
- 源頼賢
- 源頼仲
- 源為宗
- 源為成
- 源為朝
- 源為仲
- 源行家

源頼朝の兄弟
- 源義平
- 源朝長
- 源義門
- 源希義
- 源範頼
- 源全成
- 源義円
- 源義経

源頼家・源実朝の兄弟
- 大姫
- 貞暁

源頼家の子
- 一幡
- 公暁
- 栄実
- 禅暁

源頼清流
- 村上顕清
- 村上為国
- 村上信国
- 村上経業
- 村上義光
- 村上義清
- 屋代政国

源義綱流
- 源義弘
- 源義俊
- 源義明
- 源義仲
- 源義範
- 源義公
- 源義直

源義光流
- 源義業
- 佐竹隆義
- 佐竹秀義
- 山本義経
- 源義清
- 逸見清光
- 逸見光長
- 武田信義
- 加賀美遠光
- 安田義定
- 一条忠頼
- 板垣兼信
- 武田信光
- 南部光行

源義国流
- 新田義重
- 足利義康
- 山名義範
- 里見義俊
- 新田義兼
- 世良田義季
- 新田義房
- 新田政義
- 新田政氏
- 新田基氏
- 新田朝氏
- 新田義貞
- 新田義興
- 新田義宗
- 新田義顕
- 脇屋義助
- 脇屋義治
- 岩松経兼
- 岩松経国
- 畠山義純
- 足利義兼
- 足利義氏
- 足利泰氏
- 足利頼氏
- 足利家時
- 足利貞氏
- 足利尊氏
- 足利直義
- 足利直冬
- 足利義詮
- 足利基氏
- 足利義満
- 足利義持
- 足利義量
- 足利義教
- 足利義勝
- 足利義政
- 足利義尚
- 足利義視
- 足利義稙
- 足利義澄
- 足利義晴
- 足利義輝
- 足利義維（義冬）
- 足利義栄
- 足利義昭
- 足利氏満
- 足利満兼
- 足利持氏
- 足利成氏
- 足利政氏
- 足利政知
- 足利茶々丸
- 甘粕重兼
- 甘粕景持（長重）
- 甘粕重政

源義忠流
- (源為義)
- 源経国
- 源盛経
- 蓮俊
- 源義高
- 源義成
- 飯富忠宗
- 源季遠
- 飯富季貞
- 源宗季
- 飯富虎昌
- 源光季
- 源光行
- 源親行
- 源義清
- 源義雄

源義時流
- 源義盛
- 石川義基
- 紺戸義広
- 二条義資
- 石川義兼
- 石川頼房

源義隆流
- 毛利義広
- 源頼隆
- 若槻頼胤
- 森頼定
- 森長可
- 森成利

## 醍醐源氏
- 覚猷
- 兼明親王
- 俊証
- 藻璧門院但馬
- 盛明親王
- 源顕基
- 源家長
- 源家賢
- 源致公
- 源国明
- 源国俊
- 源兼子
- 源伊陟
- 源実基
- 源重光
- 源資綱
- 源高明
- 源隆国
- 源高雅
- 源忠清
- 源経仲
- 源経房
- 源俊明
- 源俊賢
- 源長季
- 源長経（明理）
- 源延光
- 源則理
- 源博雅
- 源道良
- 源明子
- 源盛経
- 源泰清
- 源康政
- 源保光
- 源自明

## 村上源氏
- 源憲定
- 源頼定
- 源顕定
- 源師房
- 源俊房
- 源顕房
- 源師忠

久我（源顕房）流 
- 源雅実
- 源雅定
- 源雅通
- 源通親
- 堀川通具
- 久我通光
- 久我通忠
- 六条通有
- 土御門定通
- 中院通方
- 中院通成
- 北畠雅家